# Ferdinand Manndorff
Ferdinand „Ferry“ Manndorff (* 22. November 1922 in Raabs an der Thaya, Niederösterreich; † 25. September 2013 in Hinterbrühl) war ein österreichischer Politiker (ÖVP).

## Leben
Ferdinand Manndorff ist ein Nachkomme der Familie Manndorff und Enkel von Ferdinand Mannlicher. Er ist der Vater von Andy Manndorff.
Nachdem er 1941 seine Matura abgelegt hatte, studierte er an der Universität Wien Jus und Staatswissenschaften.
Als Journalist war er von 1949 bis 1956 Leiter der Wiener Redaktion der Salzburger Nachrichten und anschließend bis 1960 Redakteur bei der Presse. Als Chefredakteur der Politischen Korrespondenz war er gleichzeitig Geschäftsführer des Instituts für Wirtschaft und Politik und später Geschäftsführer der Arbeitsgemeinschaft für Politik und Wissenschaft.
Ab dem Jahr 1972 war er Gemeinderat in Hinterbrühl. Er war ab 1974 Vizebürgermeister und leitete den Raumordnungsausschuss unter Bürgermeister Erich Spindelegger, den er 1989 ablöste und selbst Bürgermeister wurde. Ab dem Jahr 1975 war er Abgeordneter zum niederösterreichischen Landtag, von dem er 1980 in den Nationalrat wechselte und bis 1989 das Mandat innehatte.